# Space Solar Power Exploratory Research and Technology program
 (septembre 2024).
La mise en forme du texte ne suit pas les recommandations de Wikipédia : il faut le « wikifier ».
Les points d'amélioration suivants sont les cas les plus fréquents :
- Les titres sont pré-formatés par le logiciel. Ils ne sont ni en capitales, ni en gras.
- Le texte ne doit pas être écrit en capitales (les noms de famille non plus), ni en gras, ni en italique, ni en « petit »…
- Le gras n'est utilisé que pour surligner le titre de l'article dans l'introduction, une seule fois.
- L'italique est rarement utilisé : mots en langue étrangère, titres d'œuvres, noms de bateaux, etc.
- Les citations ne sont pas en italique mais en corps de texte normal. Elles sont entourées par des guillemets français : « et ».
- Les listes à puces sont à éviter, des paragraphes rédigés étant largement préférés. Les tableaux sont à réserver à la présentation de données structurées (résultats, etc.).
- Les appels de note de bas de page (petits chiffres en exposant, introduits par l'outil «  Source ») sont à placer entre la fin de phrase et le point final[comme ça].
- Les liens internes (vers d'autres articles de Wikipédia) sont à choisir avec parcimonie. Créez des liens vers des articles approfondissant le sujet. Les termes génériques sans rapport avec le sujet sont à éviter, ainsi que les répétitions de liens vers un même terme.
- Les liens externes sont à placer uniquement dans une section « Liens externes », à la fin de l'article. Ces liens sont à choisir avec parcimonie suivant les règles définies. Si un lien sert de source à l'article, son insertion dans le texte est à faire par les notes de bas de page.
- La présentation des références doit suivre les conventions bibliographiques. Il est recommandé d'utiliser les modèles {{Ouvrage}}, {{Chapitre}}, {{Article}}, {{Lien web}} et/ou {{Bibliographie}}. Le mode d'édition visuel peut mettre en forme automatiquement les références.
- Insérer une infobox (cadre d'informations à droite) n'est pas obligatoire pour parachever la mise en page.

Pour une aide détaillée, merci de consulter Aide:Wikification.
Si vous pensez que ces points ont été résolus, vous pouvez retirer ce bandeau et améliorer la mise en forme d'un autre article.
Le programme Space Solar Power Exploratory Research and Technology (SERT) de la NASA, initié par John C. Mankins (en) en 1999, vise à explorer la faisabilité et le développement de l'énergie solaire spatiale. Ses objectifs principaux incluaient :
1. Études de conception : Élaborer des concepts de démonstration pour l'énergie solaire en orbite.
2. Évaluation de la faisabilité : Analyser les exigences techniques et les designs potentiels.
3. Développement de sous-systèmes : Créer des conceptions utilisant des technologies avancées pour des applications futures.
4. Plan d'action international : Proposer une initiative technologique conjointe avec des partenaires internationaux.
5. Évaluation par des comités : Des évaluations régulières ont été menées pour vérifier la viabilité et les progrès technologiques, soulignant la nécessité de percées dans plusieurs domaines.

Le programme SERT a jeté les bases des recherches modernes sur l'énergie solaire spatiale, en soulignant les avantages environnementaux et les perspectives économiques pour le XXIe siècle.

## Développement de la transmission d'énergie sans fil
La transmission d’énergie par micro-ondes est l'élément clé du programme, avec des avancées dans les antennes et les rectennas. Le programme SERT a concentré ses recherches sur des systèmes fonctionnant à 5,8 GHz.

## Principaux responsables
Les responsables du programme SERT de la NASA incluent principalement :
- John C. Mankins (en) : Initiateur du programme.
- Joe Howell : Directeur du programme.

Ces deux figures ont joué un rôle clé dans le lancement et le développement des objectifs du programme.
Le programme SERT visait à explorer la faisabilité et le développement de l'énergie solaire spatiale.
Le programme envisageait des satellites capables de convertir l'énergie solaire en électricité pour l'envoyer sur Terre. Initialement axé sur des systèmes en orbite héliosynchrone, il a évolué vers des systèmes en orbite géosynchrone, nécessitant des investissements substantiels dans les infrastructures.
Les avantages environnementaux de l'énergie solaire spatiale par rapport à d'autres technologies sont notables, mais sa viabilité économique dépend de nombreux facteurs, notamment la réduction des coûts d'accès à l'espace. Si ces défis sont relevés, l'énergie solaire spatiale pourrait devenir une solution clé pour répondre aux besoins énergétiques du XXIe siècle.

## Contexte

Principe de l'énergie solaire spatiale : au lieu d'être filtrée par l'atmosphère pour être convertie en électricité, elle est d'abord convertie en une énergie transmise au sol sans fil.

- Concept principal : Développer un satellite de puissance solaire (SPS) pour fournir de l'électricité en convertissant l'énergie solaire.
- Analyse orbitale : Axé sur les orbites géostationnaires.
- Avantages environnementaux : Avantages significatifs par rapport à d'autres approches.
- Viabilité économique : Dépend de nombreux facteurs, dont le développement technologique et l'accès à l'espace à faible coût.
- Perspectives d'avenir : L'énergie solaire spatiale pourrait répondre aux demandes énergétiques du XXIe siècle.

## Historique
Le programme SERT a été lancé en mars 1999, principalement sous l'initiative de John C. Mankins (en). Ce programme visait à explorer les technologies nécessaires pour produire de l'électricité à partir de satellites solaires en orbite géosynchrone.
Principales étapes de l'historique du programme :
1. 1999 : Lancement du programme SERT, avec l'objectif de concevoir des satellites de puissance solaire (SPS) capables de convertir l'énergie solaire en électricité.
2. Années 2000 : Début des études de faisabilité et développement de conceptions de sous-systèmes, ainsi que la création de démonstrations expérimentales.
3. 2001 : Lancement du programme STAR-Dev pour développer des systèmes SSP multi-mégawatts et explorer la transmission d'énergie sans fil.
4. 2005-2020 : Progression des démonstrations, avec des jalons de puissance électrique atteints (de 100 kW à 1 GW).
5. Recherches continues : Innovations en photovoltaïques à haut rendement, électronique de puissance en carbure de silicium, et systèmes de gestion de l'énergie.
6. Évaluation par des comités : Des évaluations régulières ont été menées pour vérifier la viabilité et les progrès technologiques, avec la nécessité de percées dans plusieurs domaines.

### Objectifs du programme STAR-Dev
Dans le cadre du Space Solar Power Exploratory Research and Technology program, en  2001, la NASA a lancé le programme STAR-Dev pour développer des systèmes SSP multi-mégawatts et la transmission d’énergie sans fil avec les objectifs suivants : 
1. Publier des appels à projets SSP.
2. Études de systèmes et développement de composants.
3. Systèmes de démonstration au sol et en vol.
4. Partenariats pour soutenir ces efforts[4].

## Programme
Les systèmes modèles (MSC) vont des démonstrations à petite échelle à des systèmes SPS de grande taille. Chaque MSC représente une idée réalisable en termes d'échelle. Le plan d'investissement technologique utilise une méthodologie par phases, commençant à 600 volts, puis 10 000 V, et finissant à 100 000 V. La technologie de 600 V est applicable au NASA Advanced Space Transportation Program (en) (ASTP),. Mais aussi pour l'ESA.
- 2005 : ~100 kW, démonstration commerciale
- 2010 : ~100 kW, exploration spatiale
- 2015 : ~10 MW, grande démonstration
- 2020 : 1 GW, satellite de puissance solaire[7]

## Photovoltaïques à très haut rendement
Deux recherches à long terme ont été menées pour augmenter l'efficacité des cellules solaires :
- Les cellules "arc-en-ciel" (rainbow) exploitent des longueurs d'onde spécifiques de la lumière.
- Un ensemble de points quantiques capte une partie du spectre d'énergie solaire, avec des rendements théoriques estimés entre 50 % et 70 %[8].

### Électronique de puissance en carbure de silicium
L'électronique de puissance en carbure de silicium (SiC) est un domaine en expansion en raison des propriétés particulières du SiC, telles que sa capacité à fonctionner à haute température et sa haute conductivité thermique,. Voici quelques jalons importants dans ce domaine :
- 1999 : Développement d'un thyristor en SiC de 2 kW capable de fonctionner à 300 °C.
- 2000 : Étude de la topologie des convertisseurs DC-DC utilisant des diodes et MOSFET en SiC[11].

Ces technologies font l'objet d'études approfondies pour des applications telles que le programme SERT, qui vise à développer des systèmes de puissance solaire spatiale (SPS) de grande taille.

### Dynamique solaire
Pour le programme Space Solar Power Exploratory Research and Technology (SERT), les systèmes d'alimentation à dynamique solaire concentrent la lumière dans un récepteur, où elle est convertie en électricité. Des moteurs utilisant le cycle de Brayton ont été développés,. Un prototype de concentrateur secondaire a été conçu pour améliorer l'efficacité.

### Gestion et distribution de l'énergie
La gestion et distribution de l'énergie couvre le système électrique entre la source et la charge. Des études étaient en cours pour déterminer des technologies appropriées. Les résultats devaient être publiés par le Groupe de travail sur l'analyse des systèmes et la technologie (SATWG).

### Supraconducteurs
Dans le cadre du Space Solar Power Exploratory Research and Technology (SERT) program, la NASA explore diverses technologies, y compris l’utilisation de supraconducteurs pour réduire les tensions de transmission à moins de 300 volts. Des systèmes de refroidissement cryogénique ont été envisagés pour maintenir les supraconducteurs à des températures optimales.

### Mitigation des arcs à haute tension
Le SERT de la NASA a exploré diverses technologies pour prévenir les arcs électriques à haute tension, essentiels pour les panneaux solaires des plateformes SSP fonctionnant à des tensions supérieures à 1000 volts. Voici quelques points clés :
- Techniques de prévention des arcs électriques : La NASA a développé des méthodes pour atténuer les arcs à haute tension, cruciales pour la sécurité et l'efficacité des systèmes de puissance solaire spatiale.
- Développement initial : Les premières études et développements ont été effectués à 300 volts avant de passer à des tensions plus élevées[15].

## Évaluation du comité
Le comité dédié a jugé le programme prometteur, mais a souligné la nécessité de percées technologiques. Il a recommandé de renforcer les efforts de modélisation et de prioriser les technologies essentielles.
Des évaluations régulières ont été menées pour vérifier la viabilité et les progrès technologiques, avec la nécessité de percées dans plusieurs domaines. Le programme a recommandé de renforcer les efforts de modélisation et de prioriser les technologies essentielles pour le développement futur.

### Recommandations du comité
1. Améliorer la gestion technique.
2. Prioriser les technologies clés, telles que la génération d’énergie solaire.

### Impact environnemental
L’impact environnemental doit être mieux analysé, avec des normes de sécurité à élaborer.